# HD 84117
HD 84117 is een Type-F hoofdreeksster in het sterrenbeeld Waterslang met magnitude van +4,94 en met een spectraalklasse van F9.V. De ster bevindt zich 48,77 lichtjaar van de zon.